# Rémi Vaquin
Pas d'image ? Cliquez ici

a Compétitions nationales et continentales officielles uniquement.

Dernière mise à jour le 1er novembre 2020.
Rémi Vaquin, né le 27 juillet 1983 à Aix-en-Provence (Bouches-du-Rhône), est un joueur français et entraîneur de rugby à XV et à sept.
Durant sa carrière de joueur, il évolue au poste de troisième ligne aile au sein de l'ASM Clermont, du Stade rochelais, du Racing Métro 92 puis du SU Agen (1,89 m pour 98 kg).

## Biographie

### Joueur

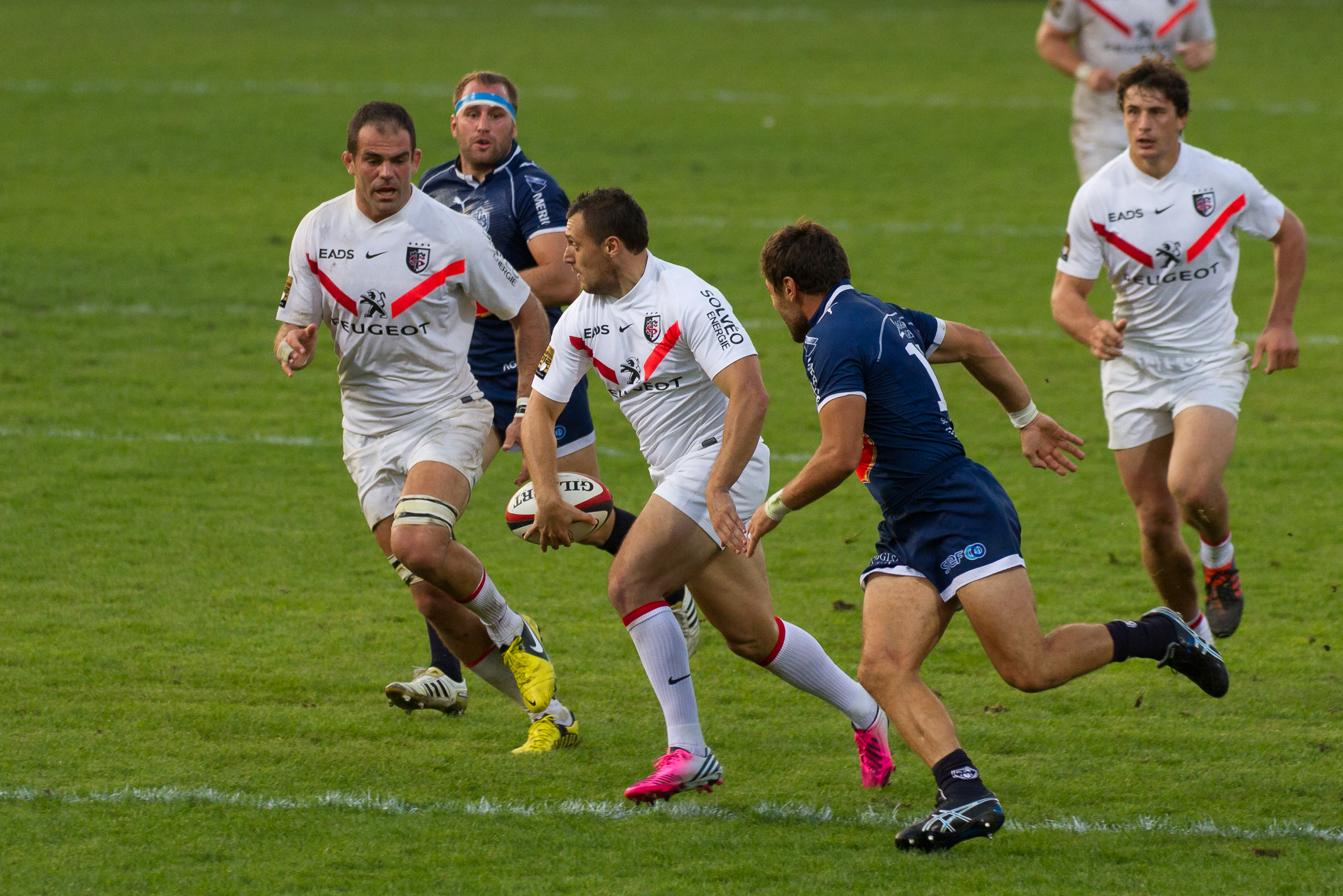
Rémi Vaquin, avec le bandeau bleu, en défense face au Stade toulousain.

Rémi Vaquin, pensionnaire du centre de formation de l'ASM Clermont Auvergne, intègre à 20 ans l'effectif espoirs du club auvergnat. En 2004, il est champion de France Reichel.

### Entraîneur
À partir de 2017, il est entraîneur de la touche du SU Agen. Il intervient auprès de l'équipe première et du centre de formation. En 2019, il devient entraîneur des avants de l'équipe professionnelle. Le 1er novembre 2020, il est remercié avec le manager Christophe Laussucq après une série de sept défaites lors des sept premières journées de championnat et un revers 71 à 5 face à l'Union Bordeaux Bègles.
| Saison      | Club    | Division | Poste  | Classement                 | Coupe d'Europe | Challenge européen |
| ----------- | ------- | -------- | ------ | -------------------------- | -------------- | ------------------ |
| 2019 - 2020 | SU Agen | Top 14   | Avants | 13e (arrêt du championnat) | -              | Éliminé en poule   |

## Palmarès

### En club
- Finaliste des phases finales de Pro D2 : 2007 / 2014 / 2015 / 2017 avec deux montées en Top 14 2015 et 2017.

Il obtient egalement des titres dans les catégories de jeunes :
- Champion de France Espoir avec l'ASM Clermont en 2006
- Champion de France Reichel : 2004 avec l'ASM Clermont
- Champion de France Junior en 2000 avec le Rugby Club Teillois - Le Teil (Ardèche)

### En équipe nationale
- Équipe de France de rugby à sept en 2005, 2006 et en 2010
- Équipe de France -18 ans en 2001
- Équipe de France -19 ans en 2002